# ベアハッグ

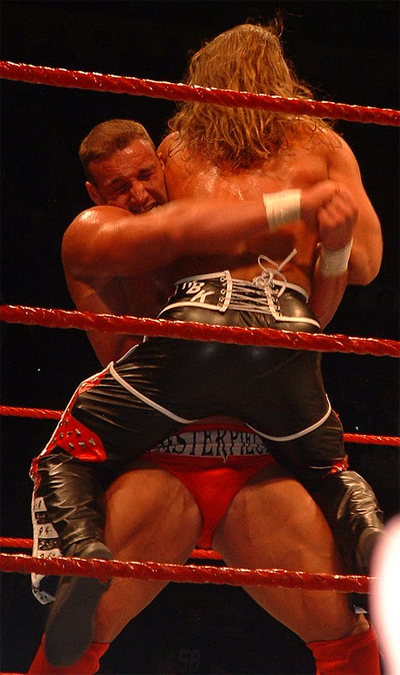
クリス・マスターズによるベアハッグ。

ベアハッグ（Bear Hug）（ボディロックとしても知られる）は、レスリング、プロレス、総合格闘技などの格闘技で使用される締め技、テイクダウン技の一種である。技の目的は異なるが見た目が類似しているため、相撲の決まり手の一種である鯖折りと呼ばれることもある。プロレスでは熊式鯖折り（くましきさばおり）、熊の抱き締め（くまのだきじめ）とも呼ばれている。神道六合流柔術での別名胴殺（どうごろし）。
近代プロレスではジョージ・ハッケンシュミットが得意技としていた。ハッケンシュミットは帝政ロシア期のエストニア出身レスラーであるが、その故郷では挨拶の際、非常に強く、抱き合う習慣があったことからハッケンシュミットが得意技とした締め技として熊の抱擁という呼称が付いたと言われる。

## 概要
締め技として仕掛ける場合は立位対面からのクリンチ状態より、両腕で相手の胴回りを抱き込み、絞り込むように締め付ける事で相手の背骨から肋骨にかけてを圧迫する。その際に相手を持ち上げる事で相手体重が加わり、より強いダメージとなる。ただし、相手との体格差によっては、これが困難な場合もある。締め付けだけで相手にダメージを与えるには強い腕力が必要であり、相手を持ち上げる際に足腰の安定も重要となる。
柔道では両腕で相手の胴に抱き着くことをベアハッグ (bear hug) と呼ばれる。かつてはいきなりのベアハッグであるハイタックルからの小外掛はよく使用されていた。MMAでもヒクソン・グレイシーなどがよく使用していた。2010年から国際柔道連盟ルールでは上衣を持たない状態からのいきなりのベアハッグは「指導」の反則となった。
上記の体勢から自身の体重を浴びせ倒すことによってテイクダウンする技や背面から胴を抱く技も同様にベアハッグと呼ばれる。

## 主な使用者
ボディビルダーでもあり、怪力を誇ったジョージ・ハッケンシュミットのベアハッグからは逃げることは出来ないと言われた。後の使い手も、やはり怪力として知られたブルーノ・サンマルチノ、アート・トーマス、イワン・コロフ、ニコライ・ボルコフ、ケン・パテラ、スーパースター・ビリー・グラハムなどがおり、巨漢レスラーのアンドレ・ザ・ジャイアントも用いていた（アンドレの場合は並外れた巨体ゆえに膝を着いた体勢でもベアハッグを繰り出すことができた）。日本人レスラーではストロング小林、坂口征二などが得意技としていた。
なお、ダニー・ホッジはレスリングの見世物用に調教された約230kgの子熊と戦った際にベアハッグを食ってあまりの怪力にどうにもならずにギブアップしたといい「熊がどのくらい強いかいっぺんやってみたかったんだが、とても人間のかなう相手じゃないということがよくわかった」と語っている。

## バリエーション
シンプルな技であるが相手と正対して両腕を使用する必要があるため、ベアハッグ自体の変形バリエーションは少ない。特定の呼称は無いもののベアハッグの変形として腰を支点として相手を完全に宙に浮かせることでダメージを与えるものが存在する。ただし、通常のベアハッグの方が威力が高いという指摘もある。ハルク・ホーガンは新日本プロレスでアンドレ・ザ・ジャイアントをベアハッグで宙に浮かせてみせたことがある。
ブルーノ・サンマルチノはジャイアント馬場にベアハッグを仕掛けて、たびたび脳天チョップで脱出されたため、背後から抱きつくベアハッグを繰り出したことがあった。
ベアハッグの場合は相手を腰で抱えこむため、そこから投げ技への移行が考えられる。投げ技に繋げたものとして力皇猛のベアハッグDDT（ベアハッグの状態から持ちかえてDDTをかける）やベアハッグ・ブレーンバスター（同様に持ちかえてブレーンバスター）がある。

## 派生技
スタンプ・ホールド
相手をパワーボムの要領で抱え上げて逆さ吊り状態にしながら、ベアハッグと同様に相手の胴部を両腕で締め上げる。逆さに吊るされることで、相手は脱出が困難になり、さらに頭部に血液が逆流するためダメージも倍加する。グリズリー・スミス、ディック・ザ・ブルーザー、ドン・レオ・ジョナサン、ジョージ・ゴーディエンコ、ラッシャー木村などが使用していた。